# Hôtel Terrier de Santans (Besançon)
Pour les articles homonymes, voir Hôtel Terrier de Santans.
L'Hôtel Terrier de Santans  est un hôtel particulier situé à Besançon dans le département du Doubs.
L'assise foncière, les corps de logis et les communs, en totalité, y compris le bâtiment occupé par la banque font l’objet d’un classement au titre des monuments historiques depuis le 21 juin 2010.

## Situation
L'édifice est situé au 68 grande rue dans le secteur de La Boucle de Besançon.

## Historique
En 1772, l'hôtel est achevé par Claude Joseph Alexandre Bertrand pour le président au parlement François-Félix-Bernard Terrier de Santans.
Le bâtiment sur rue est occupé par une banque depuis le début du XXe siècle.
En 1954, l'école du petit Saint-Joseph, une école primaire privée, occupe le bâtiment principal.

## Architecture et décorations
L'hôtel Terrier de Santans est l'un des plus imposants de la ville de Besançon (28 mètres en façade).
L'hôtel possède une cour centrale et un jardin à l'arrière. Un fronton triangulaire ainsi que des pilastres à chapiteaux ioniques rythment la façade principale.